# Clasificación para el Campeonato Africano de Naciones
La Clasificación para el Campeonato Africano de Naciones es un proceso en donde se determinan aquellas selecciones que participarán  en el Campeonato Africano de Naciones. Generalmente todos los partidos se juegan en el año anterior al CHAN para los que sirven los partidos de clasificación aunque algunos encuentros pueden llegar a disputarse con mayor anterioridad. Previamente a que comience la clasificación, la CAF, asigna a uno de sus países miembro como sede del torneo.

## Historia

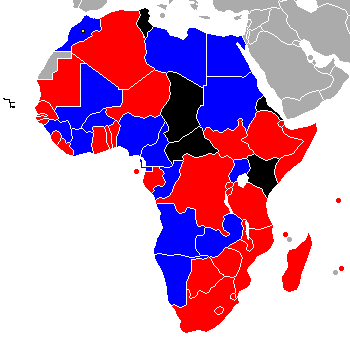
En azul países clasificados para el torneo de 2018.

Desde el primer hasta el último proceso, el modo de clasificación ha tenido diferentes cambios. En el primer proceso se disputaron muchos partidos, debido a que solo había 7 cupos disponibles. Si bien muchas selecciones se inscribieron en el torneo, fueron varias las que no lo hicieron. Además, luego de realizado el sorteo tanto Egipto, Benín, Chad y Mauricio se retiraron de la clasificación por lo que las selecciones que debían enfrentarse contra ellos se vieron beneficiadas clasificándose directamente a una ronda superior. 
La clasificación para el CHAN de 2011 no fue muy distinta a su predecesora en cuanto a países inscriptos. El cambio más significativo que introdujo la CAF, por propio pedido de las asociaciones, fue la ampliación de 8 a 16 selecciones participantes en la fase final. En consecuencia de esto, a muchas selecciones les bastó con disputar solo 2 partidos para llegar al torneo de 2011.
Para Sudáfrica 2014 Libia y Ghana se convirtieron en las primeras selecciones que no disputaron ningún partido de clasificación ya que tanto Argelia como Benín, respectivamente, se retiraron. Una gran curiosidad de este hecho fue que la gran final del campeonato fue disputada por estos 2 equipos.
Ya para la clasificación para el torneo de 2016 a disputarse en Ruanda, el número de inscriptos como de participantes fue ampliamente superior a los de los años anteriores. En este proceso se disputaron más partidos y se convirtieron más goles que en ningún otro proceso de clasificación anterior. Otro hecho destacado fue que en la Zona Norte el modo de clasificación fue un grupo único de todos contra todos a doble partido a excepción de las demás zonas donde se siguieron disputando series de eliminación directa.

## Procesos
Esta tabla muestra solamente los clasificados a través de la Clasificación para el Campeonato Africano de Naciones.
| Proceso                                      | Clasificados |
| -------------------------------------------- | --- |
| Costa de Marfil 2009 7 Clasificados Detalles | Libia, Senegal, Tanzania, Zambia, Ghana, RD Congo, Zimbabue                                                                                                  |
| Sudán 2011 15 Clasificados Detalles          | Camerún, Malí, Senegal, Ghana, Nigeria, RD Congo, Costa de Marfil, Argelia, Angola, Gabón, Sudáfrica, Túnez, Uganda, Ruanda, Zimbabue                        |
| Sudáfrica 2014 15 Clasificados Detalles      | Libia, Ghana, Marruecos, Mauritania, Etiopía, Níger, Nigeria, Uganda, Burundi, Congo, Malí, Gabón, Zimbabue, RD Congo, Mozambique                            |
| Ruanda 2016 15 Clasificados Detalles         | RD Congo, Marruecos, Túnez, Angola, Gabón, Malí, Guinea, Etiopía, Zambia, Zimbabue, Níger, Nigeria, Uganda, Costa de Marfil, Camerún                         |
| Marruecos 2018 15 Clasificados Detalles      | Guinea Ecuatorial, Libia, Zambia, Uganda, Camerún, Congo, Nigeria, Angola, Costa de Marfil, Malí, Sudán, Namibia, Burkina Faso, Guinea, Ruanda               |
| Camerún 2020 15 Clasificados Detalles        | Marruecos, Libia, Malí, Guinea, Togo, Níger, Burkina Faso, RD Congo, Congo, Uganda, Ruanda, Tanzania, Zambia, Namibia, Zimbabue                              |
| Argelia 2022 17 Clasificados Detalles        | Libia, Marruecos, Senegal, Malí, Mauritania, Costa de Marfil, Níger, Ghana, Congo, Camerún, RD Congo, Uganda, Etiopía, Sudán, Angola, Madagascar, Mozambique |

## Plazas colocadas por zona
La siguiente tabla muestra la cantidad de cupos otorgados por la CAF a las diferentes subconfederaciones:
| Zona    | 2009 (8) | 2011 (16) | 2014 (16) | 2016 (16) | 2018 (16) | 2020 (16) | 2022 (18) |
| ------- | -------- | --------- | --------- | --------- | --------- | --------- | --------- |
| UNAF    | 1        | 2         | 2         | 2         | 1 +S      | 2         | 2 +S      |
| WAFU A  | 1        | 2         | 2         | 2         | 2         | 2         | 3         |
| WAFU B  | 1 +S     | 3         | 3         | 3         | 3         | 3         | 3         |
| UNIFFAC | 1        | 3         | 3         | 3         | 3         | 2 +S      | 3         |
| CECAFA  | 1        | 2 +S      | 3         | 2 +S      | 3         | 3         | 3         |
| COSAFA  | 2        | 3         | 2 +S      | 3         | 3         | 3         | 3         |
| Total   | 8        | 16        | 16        | 16        | 16        | 16        | 18        |

- +S: País sede del campeonato.

### Equipos que participaron de la clasificación
La siguiente tabla muestra la cantidad de selecciones inscriptas y finalmente participantes en la clasificación sin incluir a los automáticamente clasificados:
| Confederación                       | 2009 (8) | 2011 (16) | 2014 (16) | 2016 (16) | 2018 (16) | 2020 (16) | 2022 (18) |
| ----------------------------------- | -------- | --------- | --------- | --------- | --------- | --------- | --------- |
| UNAF                                | 5        | 4         | 4         | 3         | 4         | 4         | 2         |
| WAFU A                              | 5        | 5         | 6         | 8         | 8         | 7         | 9         |
| WAFU B                              | 6        | 6         | 7         | 6         | 7         | 7         | 7         |
| UNIFFAC                             | 6        | 5         | 5         | 6         | 6         | 6         | 6         |
| CECAFA                              | 7        | 9         | 8         | 8         | 9         | 10        | 9         |
| COSAFA                              | 10       | 11        | 10        | 12        | 14        | 14        | 12        |
| Inscriptos                          | 39       | 40        | 40        | 42        | 48        | 48        | 42        |
| Equipos que finalmente participaron | 35       | 36        | 36        | 41        | 47        | 48        | 42        |
| Partidos                            | 55       | 43        | 46        | 56        | 65        | 64        | 54        |
| Goles                               | 114      | 92        | 78        | 131       | 152       | 146       | 105       |
| Goles por partido                   | 2,07     | 2,13      | 1,69      | 2,33      | 2,33      | 2,28      | 1,94      |

## Goleadores por edición
| Edición | Jugador                                             | Goles     |
| ------- | --------------------------------------------------- | --------- |
| 2009    | Sin datos                                           | Sin datos |
| 2011    | Sin datos                                           | Sin datos |
| 2014    | Sin datos                                           | Sin datos |
| 2016    | Luís Miquissone                                     | 4         |
| 2018    | Sékou Amadou Camara                                 | 8         |
| 2020    | Patrick Kaddu Prince Dube                           | 4         |
| 2022    | Samuel Akinbinu Daniel Afriyie Tsilavina Razanakoto | 3         |